# 그륀호른
그륀호른(Grünhorn 또는 Gross Grünhorn)은 스위스 알프스의 베른 알프스 산맥에 해발 4,044m에 있는 산이다. 알프스에서 가장 큰 두 빙하인 서쪽의 알레치 빙하와 동쪽의 피셔 빙하 사이의 능선에 위치해 있다. 남쪽에는 그로스 바넨호른이 있고, 북쪽에는 그로스 피셔호른이 있다.
그뤼네크호른 및 남서 능선을 통한 정상 경로의 출발점은 2,850m의 콘코르디아휘테이며, 피쉬(Fiesch, 1,049m)에서 도달할 수 있다.

## 등반사
1865년 8월 7일 베른의 광물학자 에드문트 폰 펠렌베르크(Edmund von Fellenberg)가 가이드 피터 미셸(Peter Michel), 피터 에거(Peter Egger), 피터 이나브니트(Peter Inäbnit)와 함께 첫 등반을 했다. 그들은 알레치 빙하의 지류 빙하인 에비크쉬네펠트에서 시작하여 서쪽에서 산을 올랐다. 그들은 매우 나쁜 기상 조건에도 불구하고 정상에 성공적으로 도달했다. 같은 등반가들이 전년도에 정상에 오르려고 시도했지만, 그뤼네크호른의 낮은 높이에만 도달할 수 있었다.
두 번째 등반은 WAB 쿨리지가 가이드 크리스찬과 루돌프 알머(Christian Almer의 아들)와 함께 했다.
1913년 8월 26일 D. 폰 베트만-홀베크와 O. 수퍼삭소에 의해 북동쪽 능선의 루트가 개통되었다. 1950년 여름, G. 반 더 레크는 서쪽 얼굴을 등반했다. 서쪽 기둥은 1967년 8월 27일 C. 블룸과 U. 프라이에 의해 마침내 등반에 성공했다.
유명한 스위스 산악인 에를하르트 로레탄(Erhard Loretan)이 2011년 4월 28일 그륀호른에서 추락한 후 사망했다.